# Ormosanina
La ormosanina es un compuesto alcaloide tóxico que puede ser encontrado en algunos vegetales. Posee una estructura similar a la de la ormojanina, la ormosinina o la piptamina. Posee una masa molecular de 317,5Da. También posee un parecido estructural con la multiflorina. Suele poder encontrarse en individuos de la especie Podopetalum ormondii.

Estructura de la Ormosanina

Se desconocen muchos más datos, pues es un compuesto relativamente recién descubierto, junto con los integrantes de su familia de alcaloides y que reciben su nombre de la especie vegetal en que fueron descubiertos, como se puede apreciar arriba. Tampoco se han llevado a cabo estudios de gran calado sobre este tóxico.